# ドラゴン・タトゥーな女 in パラノーマル・アクティビティ
『ドラゴン・タトゥーな女 in パラノーマル・アクティビティ』（原題：30 nights of Paranormal Activity with the Devil Inside the Girl with the Dragon Tattoo）は、2013年製作のアメリカ合衆国のパロディコメディ映画。
クレイグ・モスが監督し、キャサリン・フィオーレやFlip Schultz、オリヴィア・アレクサンダーが出演している。
本作は複数の映画をパロディ化した作品で、おおよそ『パラノーマル・アクティビティ』と『デビル・インサイド』のプロットに沿って物語が進み、原題のタイトルにも含まれている『30デイズ・ナイト』や『ドラゴン・タトゥーの女』の要素が組み込まれたものとなっている。

## あらすじ
精神病院に入院していたデイナは、夫のアーロンと共に新居に引っ越そうとするが、そこは彼女の父親が悪魔払いの際に『アーティスト』のキャスト全員を殺害してしまった家だった。デイナは、悪霊や、隣人のエイブラハム・リンカーンに夢中になっている10代の娘リズなど、この家に巻き起こるさまざまな事象に対応しなければならなくなる。

## キャスト
※括弧内は日本語吹替。
- デイナ・ロスティ - キャサリン・フィオーレ（英語版）（魏涼子）
- アーロン・ロスティ - フリップ・シュルツ（落合弘治）
- リズ - オリヴィア・アレクサンダー（佐古真弓）
- フェリペ - アルトゥーロ・デル・プエルト（西凛太朗）
- デイナの父親 - フレンチ・スチュワート
- エイブラハム・リンカーン - ベン・モリソン（英語版）（東地宏樹）
- スラギー - ダニー・ウッドバーン（後藤哲夫）
- テイラー - ピーター・ギルロイ（杉山大）
- エヴァン - タイラー・フィリップス（佐藤せつじ）

- 日本語吹替版その他：中西としはる、平野夏那子、福井美樹、下田レイ、桂一雅、川島悠美、あべそういち、徳本英一郎、北村謙次、間宮康弘、井上祐子

- 日本語版制作スタッフ 演出：鍛治谷功、翻訳：瀬谷玲子、調整：佐藤隆一、制作：ビデオテック

## 評価
本作は批評家から酷評された。Exclaim! は、本作に10点満点中2点の評価を付け、「ひどいパロディと非論理的な物語の下に埋もれているのは、恐らく1つか2つの笑いであり、かなりの羞恥心と罪悪感なしでは（そういう笑いは）引き出せなかっただろう」と指摘している。